# Evangelische Kirche (Roth)

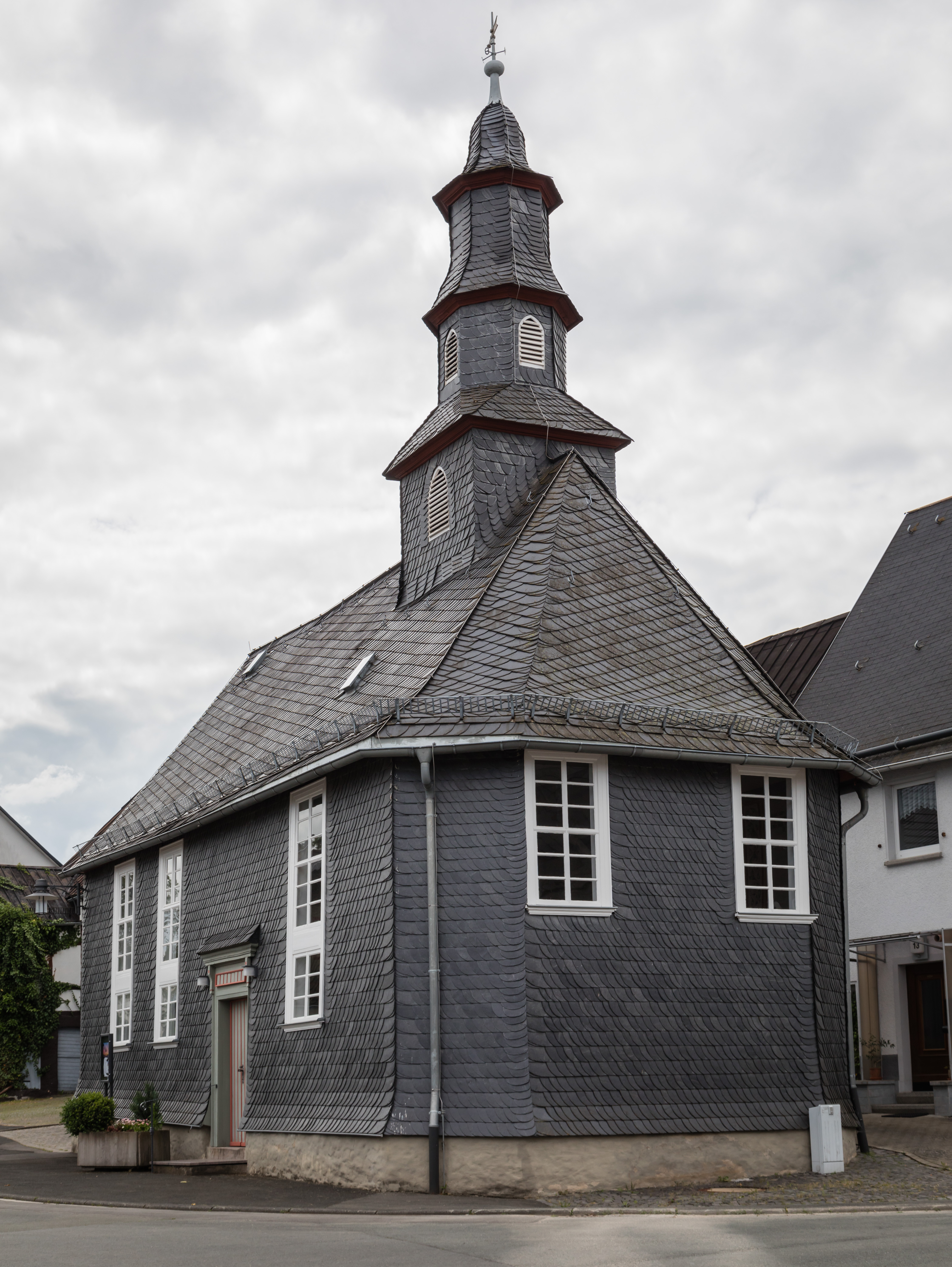
Evangelische Kirche (Roth)

Die evangelische Kirche Roth ist ein denkmalgeschütztes Kirchengebäude, das in Roth steht, einem Ortsteil der Gemeinde Driedorf im Lahn-Dill-Kreis (Hessen). Die Kirche gehört zur Kirchengemeinde Driedorf im Dekanat an der Dill in der Propstei Nord-Nassau der Evangelischen Kirche in Hessen und Nassau.

## Beschreibung
Bereits 1490 wurde eine Kapelle erwähnt. Sie wurde 1561 erneuert und 1753/1754 nach Nordosten verlängert. Die Ecken des Chors sind abgeschrägt. Die Fachwerkkirche ist teils verschiefert, teils verputzt. Aus dem Satteldach des Kirchenschiffs erhebt sich im Nordosten ein quadratischer Dachreiter, auf dem eine achteckige, mehrgeschossige Haube sitzt. Die Ausmalung des Innenraums von 1753/1754 wurde 1978/1979 wieder hergestellt. Die Brüstungen der Emporen auf der Nord-, West- und Südseite wurden 1735 ebenfalls bemalt. Zur Kirchenausstattung gehört eine Kanzel aus der 2. Hälfte des 17. Jahrhunderts. Die Orgel mit 4 Registern, einem Manual  wurde 1952 von der Orgelbaufirma Walcker aus Ludwigsburg gebaut. Sie hat eine geteilte Schleiflade.